# 18 février 2008
Le lundi 18 février 2008 est le 49e jour de l'année 2008.

## Décès
- Alain Robbe-Grillet (né le 18 août 1922), romancier et cinéaste français
- Jindřich Chrtek (né en 1930), botaniste tchèque
- Pierre Raoul (né le 6 juin 1929), affichiste, graphiste et peintre français

## Autres événements
- Élections législatives pakistanaises de 2008
- La France reconnait le Kosovo comme un état indépendant et le Bureau de liaison de la France devient officiellement Ambassade de France au Kosovo
- Création de la chaîne de télévision espagnole LaSiete
- Diffusion du premier épisode des séries :
  - Chante !
  - Being Human : La Confrérie de l'étrange
  - Beleza Pura
- Sortie de l'album Version
- Sortie de la mixtape : Konvikt Mixtape Vol. 2
- Sortie au Japon de Final Fantasy IV : Les Années suivantes